# Голушко, Андрей Иванович
Андрей Иванович Голушко́ (родился 1 декабря 1964, Шербакуль, Омская область) — российский политический деятель, предприниматель. С сентября 2016 года депутат Государственной Думы Федерального Собрания Российской Федерации VII созыва. Член фракции «Единая Россия».

## Биография
Родился в поселке Шербакуль (Омская область).
Мама Ирина Давыдовна (в девичестве Фендель) работала главным экономистом районной администрации и главным государственным инспектором по закупкам и качеству Шербакульского района. Отец Иван Андреевич Голушко возглавлял местные парткомы, более десяти лет занимал должность секретаря райкома профсоюзов Шербакульского района. Младшая сестра Наталья работает главным врачом Клинического диагностического центра Омской области.
Сразу после окончания школы Голушко поступил в Ленинградское высшее военно-политическое училище. Проучившись там восемь месяцев, ушел в армию. В 1982—1984 годы проходил службу в ВС СССР. С 1989 года занимался предпринимательской деятельностью. В 1991 году с однокурсником Сергеем Калининым организовал производственно-торговую компанию Акция (ныне — ООО "Холдинговая компания «Акция»), правление которой возглавлял в периоды с основания компании до 1997 года и с 2002 по 2007 годы. В 1994 году окончил юридический факультет Омского государственного университета по специальности «Правоведение». В 2005 году защитил кандидатскую диссертацию по теме «Механизмы регулирования инновационной активности в регионе» в Академии народного хозяйства им. Плеханова (ныне — Российский экономический университет имени Г. В. Плеханова), получив степень кандидата экономических наук. С 2005 по 2007 год занимал должность председателя совета директоров «Бауцентр-рус».

## Политическая деятельность
В 1994 году был избран депутатом первого созыва Законодательного собрания Омской области. С 1995 года занимал пост председателя комитета Заксобрания по собственности. В мае 1997 года глава администрации Омской области Леонид Полежаев назначил его своим первым заместителем, курирующим финансовую сферу. В этой должности проработал до 2002 года, после чего вернулся в «Акцию» и возглавлял правление этой компании до декабря 2007 года.
С 2005 года является членом партии Единая Россия. В декабре 2007 года победил на выборах депутатов Государственной думы РФ, куда баллотировался по спискам Единой России от Калининградской области. В Госдуме работал заместителем председателя комитета по экономической политике и предпринимательству, первым заместителем председателя комиссии по законодательному обеспечению деятельности субъектов естественных монополий, государственных корпораций и коммерческих организаций с государственным участием. В 2009 году был одним из инициаторов внесения поправок в закон «О защите конкуренции». В соответствии с исправленной редакцией закона, новые договоры аренды муниципальной и государственной собственности заключаются с предпринимателями и представителями малого и среднего бизнеса только по результатам проведения конкурсов и аукционов.
В 2012 году, по окончании срока работы пятого созыва Госдумы, вернулся в Омск и летом этого года победил на выборах депутатов совета Шербакульского городского поселения Омской области, набрав 98 % голосов избирателей. 19 июля 2012 года избран депутатами Законодательного собрания Омской области представителем регионального парламента в Совете Федерации РФ. Там входил в комитет по экономической политике.
В мае 2016 года внес в Госдуму законопроект, обязывающий федеральных сенаторов не реже раза в год информировать о результатах своей работы власти того региона, который наделил их полномочиями.
18 сентября 2016 года избран депутатом Госдумы седьмого созыва по 141 Любинскому одномандатному избирательному округу, Омская область. Стал членом комитета ГД по экономической политике, промышленности, инновационному развитию и предпринимательству, а также трёхсторонней комиссии по вопросам межбюджетных отношений.

## Законотворческая деятельность
С 2007 по 2019 год, в течение исполнения полномочий депутата Государственной Думы V и VII созывов, выступил соавтором 39 законодательных инициатив и поправок к проектам федеральных законов, в том числе 6 законопроектов, внесённых в качестве члена Совета Федерации ФС РФ.

## Общественная и образовательная деятельность
В 2013 году учредил благотворительный фонд «Мечте навстречу», ставший спонсором Национального кинофестиваля дебютов «Движение», а также главным спонсором и организатором участия омских артистов в XVI Фестивале российского искусства в Каннах.
В 2016 году к 300-летию Омска был инициатором проведения образовательно-информационного проекта «Третья столица», направленного на популяризацию объектов культурного наследия в Омске, связанных с историей гражданской войны в России.

## Доходы и собственность
В 2020 году задекларировал доход на сумму 5,5 млн руб. Супруга владеет земельным участком во Франции площадью 7800 м² домом во Франции площадью 498 м². В январе 2021 Генпрокуратура получила данные о том, что Галушко более 10 лет скрывал часть своих доходов, полученных от подконтрольных газовых компаний в Омске, а также не указал часть собственных активов и активов супруги как в России, так и за рубежом. В марте 2021 года Тверской районный суд Москвы постановил взыскать с Андрея Галушко и его экс-партнера Сергея Калинина более 2,2 мрлд. рублей.

## Семья
Женат с 30 апреля 1987 года на Елене Викторовне Голушко (в девичестве — Барановой, родилась 4 марта 1966 года). Отец троих детей: Марии (родилась 1 апреля 1988 года), Алёны (родилась 24 апреля 1996 года) и Никиты (родился 23 октября 2003 года). Старшая дочь замужем, занимается бизнесом в Москве.